# Guido Ara
Guido Ara (ur. 28 sierpnia 1888 w Vercelli, zm. 22 marca 1975 we Florencji) – włoski piłkarz i trener piłkarski.
Guido Ara był wychowankiem Pro Vercelli, klubu, w którym spędził całą piłkarską karierę. Zespół ten zdominował rozgrywki Serie A na przełomie pierwszej i drugiej dekady XX wieku zdobywając w tym czasie pięć mistrzostwo Włoch. Szóste scudetto Pro Vercelli wywalczyło w sezonie 1920/1921. Po tym sukcesie Ara zakończył piłkarską karierę i został trenerem macierzystego zespołu. Już w pierwszym sezonie doprowadził Pro Vercelli do kolejnego mistrzostwa Włoch. Był to ostatni ligowy triumf klubu w historii, przez co Ara miał udział we wszystkich mistrzostwach Włoch wywalczonych przez Pro Vercelli. Guido Ara trenował również m.in. Parmę, Fiorentinę, Romę i A.C. Milan.
W reprezentacji Włoch Ara rozegrał 13 meczów i zdobył jedną bramkę. Uczestniczył w igrzyskach olimpijskich 1920 w Antwerpii.

## Sukcesy
Jako piłkarz Pro Vercelli:
- mistrzostwo Włoch (6): 1908, 1909, 1910/11, 1911/12, 1912/13 i 1920/21.

Jako trener Pro Vercelli:
- mistrzostwo Włoch (1): 1921/22.